# Стербридж (переписна місцевість, Массачусетс)
Стербридж (англ. Sturbridge) — переписна місцевість (CDP) в США, в окрузі Вустер штату Массачусетс. Населення — 2385 осіб (2020).

## Географія
Стербридж розташований за координатами 42°5′50″ пн. ш. 72°3′18″ зх. д. / 42.09722° пн. ш. 72.05500° зх. д. (42.097282, -72.055034).  За даними Бюро перепису населення США в 2010 році переписна місцевість мала площу 14,45 км², з яких 14,25 км² — суходіл та 0,20 км² — водойми.

## Демографія
Згідно з переписом 2010 року, у переписній місцевості мешкали 2253 особи в 849 домогосподарствах у складі 627 родин. Густота населення становила 156 осіб/км².  Було 899 помешкань (62/км²).
Расовий склад населення:
| - 94,5 % — білих - 2,9 % — азіатів - 0,4 % — чорних або афроамериканців - 0,2 % — корінних американців |

До двох чи більше рас належало 1,1 %. Частка іспаномовних становила 3,5 % від усіх жителів.
За віковим діапазоном населення розподілялося таким чином: 26,5 % — особи молодші 18 років, 62,4 % — особи у віці 18—64 років, 11,1 % — особи у віці 65 років та старші. Медіана віку мешканця становила 39,6 року. На 100 осіб жіночої статі у переписній місцевості припадало 101,9 чоловіків;  на 100 жінок у віці від 18 років та старших — 97,7 чоловіків також старших 18 років.
Середній дохід на одне домашнє господарство  становив 140 004 долари США (медіана — 98 958), а середній дохід на одну сім'ю — 155 749 доларів (медіана — 110 417). Медіана доходів становила 80 417 доларів для чоловіків та 51 754 долари для жінок. За межею бідності перебувало 0,7 % осіб, у тому числі 0,0 % дітей у віці до 18 років та 0,0 % осіб у віці 65 років та старших.
Цивільне працевлаштоване населення становило 1278 осіб. Основні галузі зайнятості: освіта, охорона здоров'я та соціальна допомога — 21,0 %, науковці, спеціалісти, менеджери — 13,9 %, виробництво — 9,7 %, мистецтво, розваги та відпочинок — 8,2 %.